# Bultaco Brinco
|  | No s'ha de confondre amb Bultaco Brinco (bicicleta elèctrica). |

La Bultaco Brinco, coneguda també com a Bultaco Brinco 74, fou un model de motocicleta juvenil de fora d'asfalt fabricat per Bultaco entre 1973 i 1976. Destinada a un públic d'entre 16 i 18 anys, era una mena de versió econòmica de la popular Lobito 74, de la qual adoptava el motor i altres components, per bé que amb un xassís més baix. Fou un dels models menys reeixits i amb menys continuïtat de Bultaco, ja que es va fabricar més que res per tal de donar sortida a estocs acumulats de components de models diversos, amb la idea de poder presentar alguna novetat al Saló de l'Automòbil de Barcelona de 1973. A banda del conjunt dipòsit-selló d'una sola peça en color verd -l'únic element original de la moto-, la Brinco duia nombroses peces de la Junior i de la Lobito. Les seves principals característiques eren aquestes: motor de dos temps monocilíndric refrigerat per aire de 74 cc amb canvi de quatre velocitats, bastidor de bressol simple, frens de tambor i amortidors de forquilla convencional davant i telescòpics darrere.

## Característiques
La Brinco va tenir poca acceptació en el mercat a causa, principalment, de la seva mida reduïda i una estètica poc afortunada. Tot i així, tenia certes virtuts com ara el seu moderat consum, la robustesa i la bona estabilitat i maniobrabilitat que aconseguia gràcies a la seva petita mida. A més, conduir-la era fàcil gràcies a un motor d'engegada fàcil i embragatge suau.

### Fitxa tècnica
| Bultaco Brinco | Bultaco Brinco        |
| --- | --------------------- |
| Id. Model | 108                   |
| Núm. Sèrie | 108.000.001           |
| Anys | 1973 - 1976           |
| CC | 74,788                |
| Diàmetre x Carrera | 43 x 51,5 mm          |
| Compressió | 9:1                   |
| CV | 5,25 a 6.300 rpm      |
| Carburador | Zenith 18 MX          |
| Canvi | 4 velocitats          |
| Suspensió davant | Forquilla telescòpica |
| Suspensió darrera | Amortidors hidràulics |
| Pneumàtic davant | 2,50 x 17"            |
| Pneumàtic darrera | 2,50 x 17"            |
| Frens davant | Tambor 125 x 25 mm    |
| Frens darrera | Tambor 125 x 25 mm    |
| Pes en sec | 72,5 Kg               |
| Dipòsit | Verd (4,5 l)          |
| \| • Dimensions \| \| --------------------------------------------------------------------------------------------------------------------------------------------------------------------------- \| \| - Longitud total: 1.800 mm - Distància entre eixos: 1.215 mm - Alçada selló: 750 mm - Alçada estreps: 295 mm - Alçada mínima: 250 mm - Manillar (alt x ample): 960 x 740 mm \| |                       |
| • Dimensions |                       |
| - Longitud total: 1.800 mm - Distància entre eixos: 1.215 mm - Alçada selló: 750 mm - Alçada estreps: 295 mm - Alçada mínima: 250 mm - Manillar (alt x ample): 960 x 740 mm |                       |

## La Bultaco Brinco elèctrica

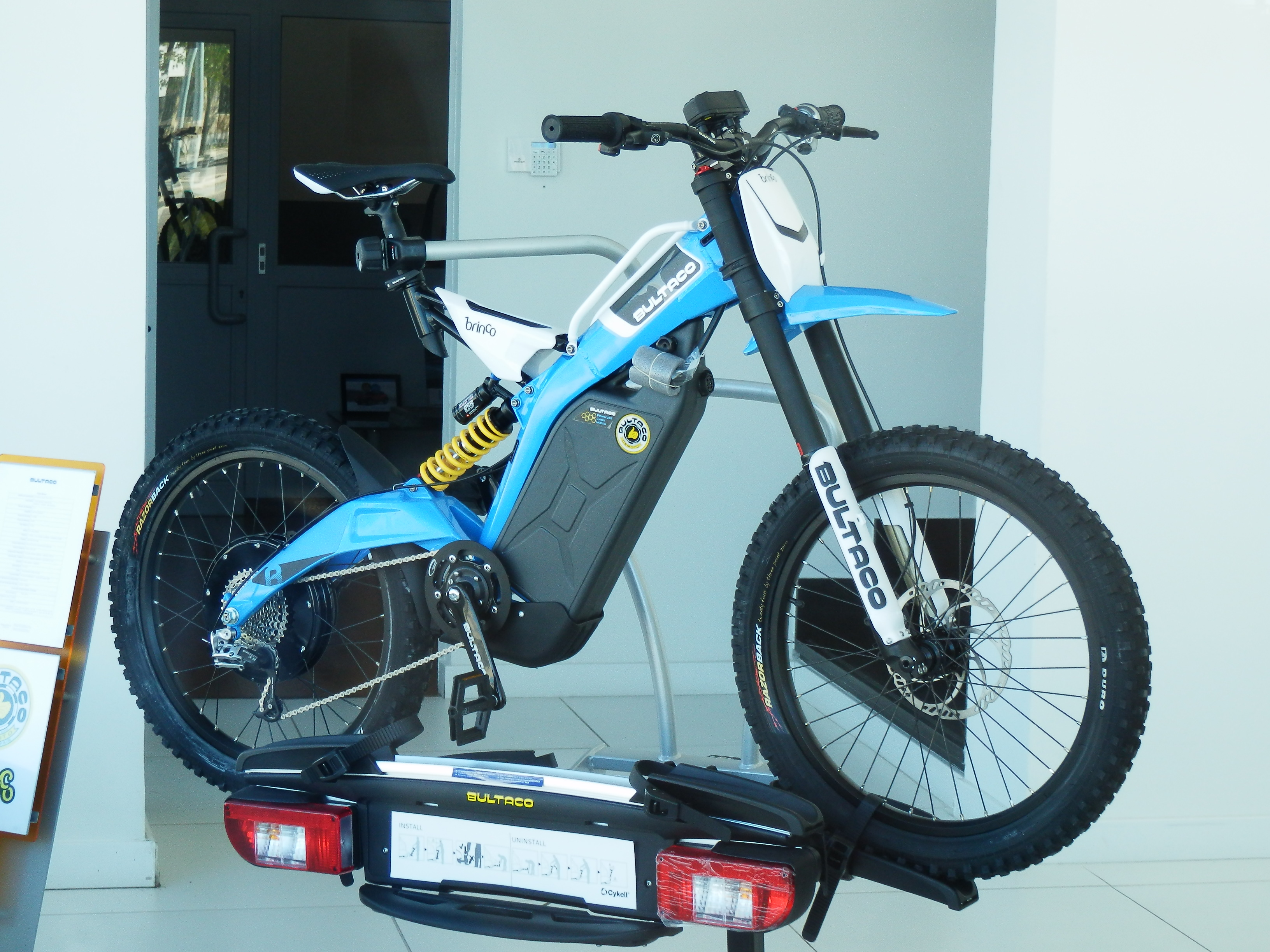
La Bultaco Brinco elèctrica del 2016

El juny del 2015, la nova empresa de motocicletes elèctriques Bultaco Motors, hereva de la històrica Bultaco, recuperà la denominació d'aquest model per al seu actual producte estrella, un híbrid entre moto i bicicleta elèctrica de tot terreny, pensada tant per a passejar-hi per muntanya com per a fer-la servir en proves de descens d'alt nivell.